# 长叶竹根七
长叶竹根七（学名：Disporopsis longifolia）为天门冬科竹根七属的植物。分布在越南、泰国、老挝以及中国大陆的广西、云南等地，生长于海拔160米至1,760米的地区，常生于灌丛下、林下或林缘，目前尚未由人工引种栽培。

## 别名
长叶万寿竹（高等植物图鉴）